# Syrrhonema welwitschii
Syrrhonema welwitschii là một loài thực vật có hoa trong họ Biển bức cát. Loài này được (Hiern) Diels miêu tả khoa học đầu tiên năm 1910.